# Islandpferde Zucht- und Sportverein Nord
Der Islandpferde Zucht- und Sportverein Nord e. V. (IPZV Nord e. V.) ist ein mitgliederstarker Reitverein für alle Reitweisen und ein Islandpferde-Orts- und Regionalverein im IPZV-Dachverband.
Der Verein ist Mitglied im IPZV Landesverband Schleswig-Holstein & Hamburg und im Landesverband der Reit- und Fahrvereine Hamburg. Die Vorläuferorganisation war die im Herbst 1969 in der Wohldorfer Mühle in Hamburg-Wohldorf gegründete Interessengemeinschaft norddeutscher Islandpferdefreunde, die 108 Mitglieder starke „IPZV-Regionalgruppe Nord“. Am 8. Februar 1975 wurde aus der „IPZV-Regionalgruppe Nord“ im „Hotel zur Post“ in Bad Bramstedt der „Islandpferde-Züchter und Besitzer-Verein Nord e.V.“ mit Sitz in Kiel gegründet. Die Vereinszeitschrift des IPZV Nord e. V. ist seit 1976 der HESTUR.

## Zweck und Aufgaben des Vereines
Der IPZV Nord e. V. bezweckt das Reiten von Islandpferden, die Pflege der Tier- und Naturliebe – unter Berücksichtigung der Belange der Umwelt – und insbesondere die Förderung und Betreuung der Jugend. Er fördert die Ausbildung von Reiter und Pferd.
Der IPZV Nord e. V. klärt über Haltung und Zucht von Islandpferden insbesondere über die Durchsetzung des Zieles der Reinzucht des Islandpferdes auf. Der IPZV Nord e. V. richtet Leistungswettbewerbe gemäß der Islandpferdeprüfungs-Ordnung (IPO) oder entsprechend der internationalen Regelwerke der FEIF aus. Der IPZV Nord e. V. gewährleistet Hilfe und Unterstützung bei der mit dem Sport verbundenen Pferdehaltung als Maßnahme zur Förderung des Sports und des Tierschutzes. Der IPZV Nord e. V. bezweckt die Förderung des Reitens in der freien Landschaft zur Erholung im Rahmen des Freizeitbreitensportes und die Unterstützung aller Bemühungen zur Pflege der Landschaft und zur Verhütung von Schäden.
Der Verein ist gemeinnützig.

## Projekte und Aktivitäten

### Jugendmannschaft
Einer der Schwerpunkte des Vereins ist die Förderung des Jugendsports. Unter den Mitgliedern des IPZV Nord sind ca. 900 Kinder, Jugendliche und Junioren. Der Verein betreibt eine aktive sportliche Jugend-Leistungsförderung und unterhält als einziger Islandpferde-Verein in Deutschland eine eigene Jugendmannschaft mit 60 Mitgliedern. Für die Mitgliedschaft (bis 21 Jahre) in der Jugendmannschaft ist das Erreichen von Qualifikationspunkten in diversen Sportprüfungen Voraussetzung. Die Jugendmannschaft wird von einer professionellen Jugendtrainerin und einer Teamchefin betreut und angeleitet. Die Mitglieder der IPZV Nord Jugendmannschaft gehören zu den erfolgreichsten Sportreitern auf den verschiedenen nationalen und internationalen Sportturnieren, den Deutschen Islandpferdemeisterschaften (DIM) und den Deutschen Jugend-Islandpferdemeisterschaften (DJIM).

### Norddeutsche Hengstparade
Die Norddeutsche Hengstparade ist die älteste Veranstaltung ihrer Art für Islandpferde. Vom damaligen Zuchtwart des IPZV Nord, Uwe Schenk entwickelt, wurde sie am 22. April 1989 erstmals in Jesteburg in der Nordheide veranstaltet. Die Norddeutsche Hengstparade ist als Schau der Hengste und ihrer Nachkommen konzipiert, die den Züchtern und Besitzern die Art der Vorstellung ihrer Pferde weitgehend freistellt. Die Hengstparade wird jährlich, traditionell im April als Saisonauftakt veranstaltet und mit einem internationalen Sportturnier verbunden.

### Norddeutsche Meisterschaften
Die Norddeutschen Islandpferde-Sportmeisterschaften wurden im Jahr 1973 von der IPZV Regionalgruppe Nord ins Leben gerufen und werden seitdem jährlich veranstaltet. Bis zum Jahr 2004 wurden die Norddeutschen Meisterschaften ausschließlich vom IPZV Nord e. V. organisiert. Seit 2005 werden die Meisterschaften in Zusammenarbeit der drei IPZV Landesverbände Schleswig-Holstein/Hamburg, Weser-Ems und Hannover-Bremen abwechselnd jeweils in einem der drei Landesverbände ausgerichtet. Der IPZV Nord e. V. übernimmt dabei die Veranstaltung für den Landesverband Schleswig-Holstein/Hamburg.
Die Norddeutschen Meisterschaften sind der jährliche leistungssportliche Höhepunkt der Islandpferdereiterei in den norddeutschen Bundesländern Schleswig-Holstein, Hamburg, Mecklenburg-Vorpommern, Niedersachsen, Bremen, Berlin und Brandenburg. Die Norddeutschen Meisterschaften werden als internationales Sportturnier ausgerichtet.

### Hestadagar
Hestadagar sind Veranstaltungen mit Wettbewerben für Freizeitreiter. Die Hestadagar-Idee wurde von einer Arbeitsgruppe von Islandpferdereitern des IPZV Nord e. V. Ende der 1990er Jahre entwickelt und mit Erfolg erprobt. Das Hestadagar Konzept mit den Leitgedanken, Beispielen von Wettbewerbsaufgaben und Richtzetteln wurde 2007 nach einem breiten Beteiligungsprozess vom Ressort Breitensport des IPZV Dachverbandes (Islandpferde-Reiter- und Züchterverband e.V.) erarbeitet und deutschlandweit veröffentlicht. Die Prinzipien des Hestadagar Konzeptes wurden 2008 von der Deutschen Reiterlichen Vereinigung (FN) in die „Wettbewerbsordnung für den Breitensport (WBO)“ aufgenommen und haben sich als Wettbewerbs- und Veranstaltungsform mittlerweile in ganz Deutschland erfolgreich etabliert.